# 5,8 × 42 мм
5,8×42 мм — китайский промежуточный патрон.
В конце 1980-х годов в КНР началась программа по созданию собственного малоимпульсного патрона и оружия под него. Разработанному боеприпасу 5,8×42 мм было присвоено наименование DBP87.
Китайцы создавали свой патрон с учётом опыта блока НАТО и СССР при создании аналогичных малоимпульсных промежуточных патронов, благодаря чему — по утверждениям производителя — их разработка превосходит по основным показателям патроны 5,45×39 мм и 5,56×45 мм НАТО.
Насколько эту цель удалось достичь, до сих пор точно неизвестно, однако в 1987 году на вооружение НОАК был официально принят патрон 5.8х42 DAP-87. Чуть позже специально для использования в единых пулеметах и снайперских винтовках этого калибра был разработан вариант этого же патрона с более тяжелой и дальнобойной пулей.
 В 2010 году была завершена разработка нового поколения патрона 5,8х42 мм, призванного со временем заменить все предыдущие поколения патронов этого калибра. Обновлённый тип получил наименование DBP-10.
Основные усовершенствования включают в себя более обтекаемую форму патрона, защищённого от коррозии, уменьшения диаметра стального сердечника пули и омедненный стальной корпус пули с оболочкой из сплавов на основе меди.
К тому же, в качестве метательного взрывчатого вещества, в новом поколении патронов используется более чистый порох.
В настоящее время, патрон 5,8х42 мм официально производится только на территории Китая. В нём не была заинтересована ни одна зарубежная оружейная компания.
Данный патрон использовался в экспериментальной системе вооружения Type 87, поступившей в ограниченное использование некоторых спецподразделений, а настоящее время он используется в автоматах QBZ-95 и QBZ-03, и в ручном пулемёте QBB-95.